# Jaunsarás
Jaunsarás (Jauntsarats en euskera y de forma oficial) es una localidad española y un concejo de la Comunidad Foral de Navarra perteneciente al municipio de Basaburúa Mayor.
Está situado en la Merindad de Pamplona, en la comarca de Ultzamaldea, y a 34,5 km de la capital de la comunidad, Pamplona. Su  población en 2014 fue de 48 habitantes (INE), su superficie es de 1,425 km² y su densidad de población de 33,68 hab/km².

## Geografía física

### Situación
La localidad de Jaunsarás está situada en la parte central del municipio de Basaburúa Mayor a una altitud de 545 m s. n. m. Su término concejil tiene una superficie de 1,425 km² y limita al norte con el concejo de Beruete; al este con el de Yaben; al sur con el de Garzarón y al oeste con el de Ichaso.
|               | Norte: Beruete |             |
| Oeste: Ichaso |                | Este: Yaben |
|               | Sur: Garzarón  |             |

## Demografía

### Evolución de la población
| Gráfica de evolución demográfica de Jaunsarás entre 2000 y 2011 |
|                                                                 |
| Datos según el nomenclátor publicado por el INE.                |